# あさご芸術の森
あさご芸術の森（あさごげいじゅつのもり、Asago Art Village）は、兵庫県朝来市にある緑地公園。園内に彫刻庭園、美術館、温泉宿泊施設等が整備されている。

## 概要
多々良木ダム直下の森林の谷約30ヘクタールを「芸術の森」とする旧朝来町（現在の朝来市）のアートプロジェクト「Asago Art Park + Museum」に基づく「朝来芸術の森整備事業」として1995年以前に工事が開始され、中核施設であるあさご芸術の森美術館の1999年竣工などを経て2002年に完成した。温泉宿泊施設2棟（多々良木みのり館、播磨ふれあいの家）を備える、自然と芸術が融和する滞在型レクリエーションのための公園である。また芸術関係のワークショップ、芸術村イベント、マラソン大会、フリーマーケットなど多くの人が集まるイベントの会場としても使用され、地域の芸術文化情報発信基地にもなっている
。

### 地理
朝来市は兵庫県のほぼ中央部に位置し、京阪神から90キロメートルで鉄道、高速道路等を利用して約1時間30分から2時間、姫路から50キロメートルでJR播但線や播但連絡道路等を利用して約1時間の距離にある。北部は養父市と豊岡市に接し、南部は神崎郡、東部は京都府、丹波市、多可郡、西部は宍粟市に接している。南北約32km、東西約24kmの地域で日本海へ流れる円山川や瀬戸内海に流れる市川などの源流地域で兵庫県の南北の分水嶺でもある。総面積は403.06平方キロメートルで県全体の4.8％を占めている。 2006年（平成18年）7月22日には北近畿豊岡自動車道が和田山まで開通した。気候は日本海型、内陸型気候で寒暖の差が大きい。あさご芸術の森美術館のある朝来市多々良木付近の標高は185メートル。 

### 年表
- 2000年 - 平成12年度手づくり郷土賞受賞。
- 2002年 - あさご芸術の森美術館が完成[4][5]
- 2018年4月1日 - 多々良木フォレストリゾートCoCoDe（ここで）がオープン[6][7][8]

## 園内の施設
- あさご芸術の森美術館 - 朝来市出身の文化勲章受章者で彫刻家の淀井敏夫氏の生涯作品を屋内外に常設展示する美術館。多々良木ダムを借景とする野外彫刻展示場を備える。望月真一の設計
- あさご芸術の森彫刻公園（南谷野外彫刻公園） - 基本設計望月真一+ニッポン放送アメニティデザインセンター[9][10]
- あさご四季の森（ハリエンジュ、コナラ、ヒノキ、アカマツ、スギの森）
- 多々良木みのり館
- 播磨ふれあいの家
- 朝来市朝来歴史民俗資料館 - （兵庫県指定文化財）

## 行事・祭事
- インフィオラータあさご - 4月下旬から5月上旬にあさご芸術の森美術館の野外彫刻展示エリアで開催

## 受賞
- IFPRA国際コンクールNations In Bloom2002金賞
- グッドデザイン賞（2003年）

## 交通アクセス
- JR播但線 新井駅 タクシー10分

## 周辺
- 青倉神社
- ムーセ旧居
- 銀山湖
- 生野銀山
- 口銀谷（銀山まち回廊）
- 竹田城